# ディプロトドン
ディプロトドン (Diprotodon) は新生代第四紀更新世後期の約160万 - 約46,000年前にかけてオーストラリア大陸（特に南東部のカラボンナ湖畔）に生息していた有袋類の絶滅した属。有袋上目 - 双前歯目 - ウォンバット型亜目 - ディプロトドン科に属する。

## 形態
頭胴長約3.4m（椎間板等を考慮すると全長は4mを超えるという推測もある）、頭骨長約70cm、肩高約1.8m、体重約2.8 - 3.4tと大型の植物食哺乳類。しばしば「サイ程に巨大化したウォンバット」等と呼称されるように、姿かたちは現世のウォンバットを著しく大きくしたような感じであった。上顎、下顎共に発達した切歯を有しており、牙状に発達した下顎切歯は前方へと突き出ていた。また齧歯類と同様に犬歯は失われ、切歯と臼歯の間にはそれに似た歯隙があった。鼻腔が非常に大きく、嗅覚が発達していたと推定されている。また、生きている時はバクのような伸縮性に富んだ鼻があったとする説もある。胴体はどっしりとした頑丈なつくりで、クマに似る。四肢は、後肢に比べて相対的に前肢が短かった。歩行様式は蹠行性（ベタ足）であった。後肢の指のうち第1趾の指骨は互いに癒合、縮小していた。また多くの有袋類に見られる様に第2趾、第3趾も癒合が進み、先端の鉤爪のみが独立して生えていた。この癒合した第2、第3趾は現生種と同様毛繕いの際、櫛として用いられたと推定される。小指に当る第5趾が一番発達しているのも印象的だが、これは他のどの哺乳類にも見られない珍しい特徴である。

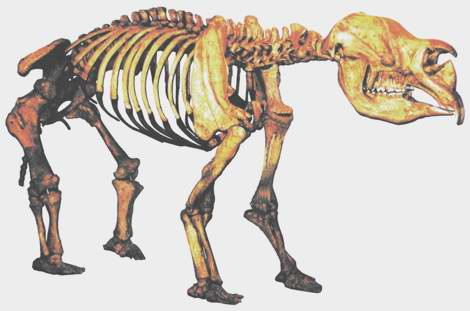
骨格（キャスト）
ヒトの大きさ比較
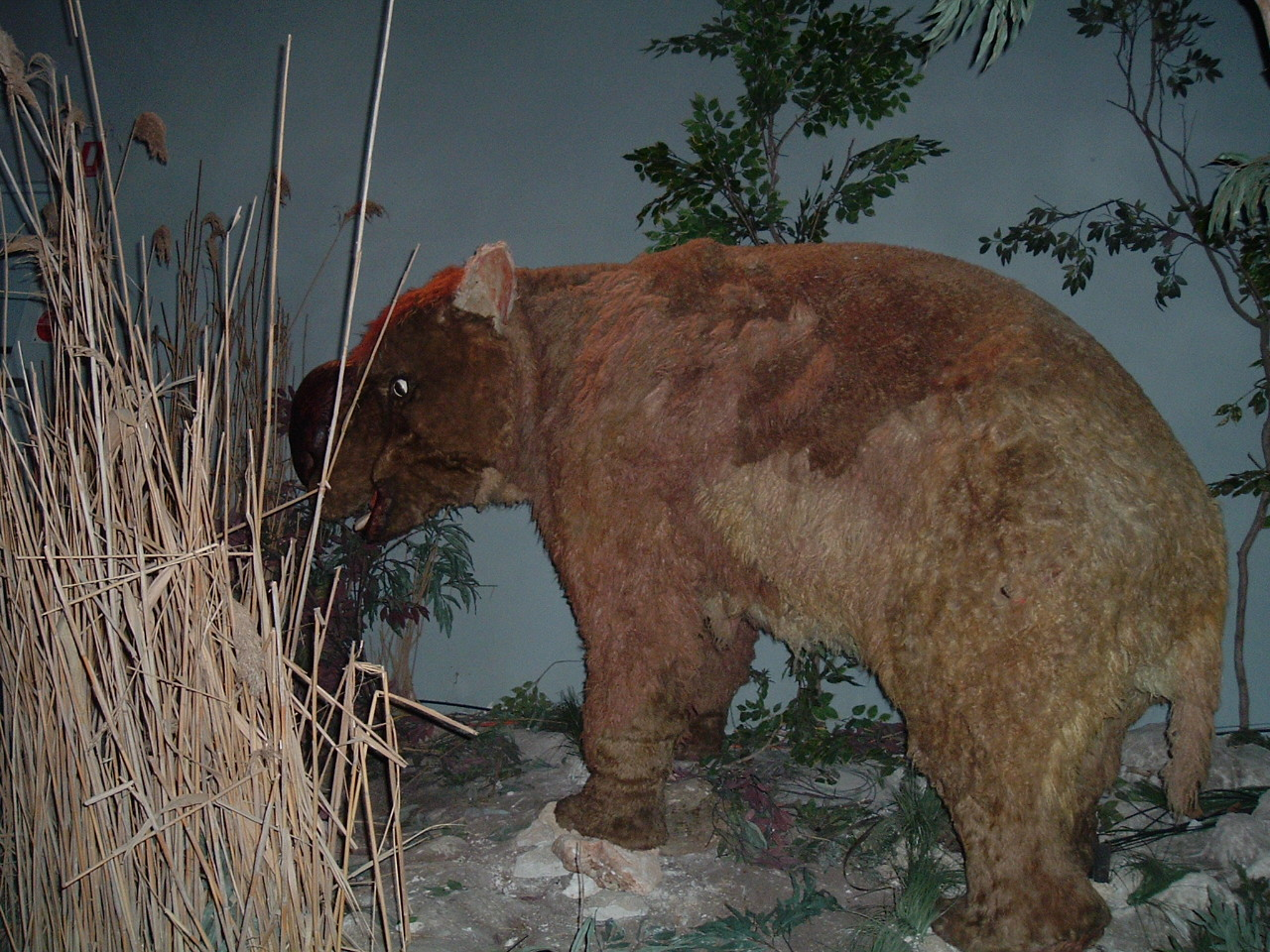
模型
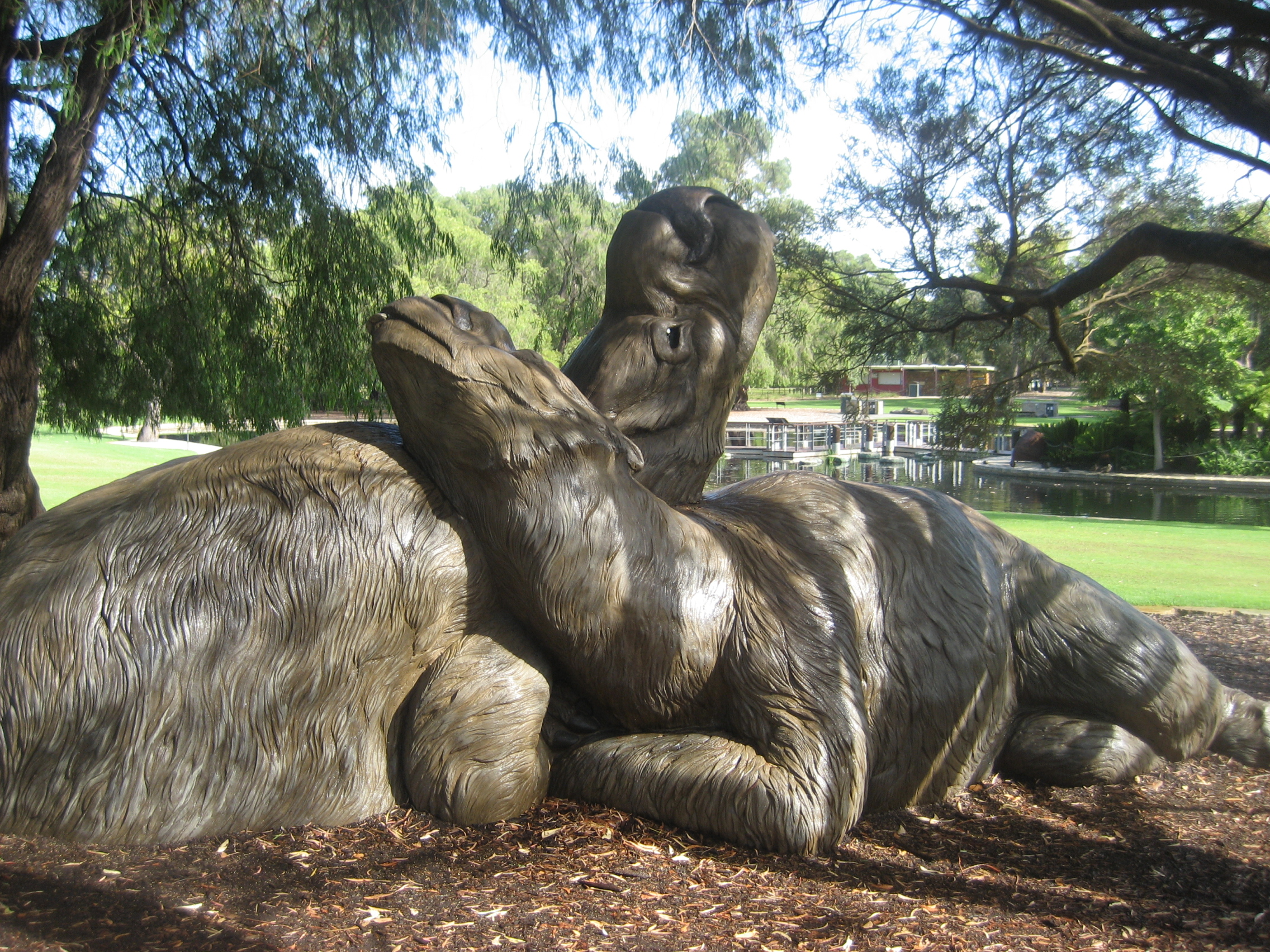
模型（キングス・パーク）

## 生息域
開けた林や草原などに生息していたとされる。カラボンナ湖畔では塩湖の跡から数頭分の完全な骨格が発見されている。これらは生前、塩湖に水を飲みにきて塩殻を踏み破り、溺れて死んだ物と推測されている。幾つかの化石では胃の内容物も共に保存されており、分析の結果、オカジキやアカザ等の植物の残骸が認められた。恐らくディプロトドンはこれらの植物を主食にしていたものと見られる。

## 絶滅
オーストラリアにはかつてディプロトドンなど大型有袋類が多数生息していた事が知られているが、その絶滅にはアボリジニら人類が関わっていたとする説がある。
中新世以降およそ20回もの氷期により大型有袋類は減少傾向にあり、また当時のアボリジニは石製の槍先や槍投げ器など大型動物を狩るための技術を持っていなかったことなどから、この説を疑問視する声もあった。だが、オーストラリアの大型動物層が、大陸における何度かの気候変動をおよそ200万年もの間に経験している事に対して気候変動による絶滅説は説明ができない事もあり、アボリジニが狩猟だけでなく火を持ち込んだことが大型動物層の大量絶滅を引き起こしたとする説を支持する声が大きくなっている。

## ノート
1. ↑  17頭の成獣の推測結果が2,272kgと3,417kgと分散しており、平均値の2,786kgが採用された[2]。